# Антонов Ан-72
Антонов Ан-72 (наименование в НАТО: „Coaler“) е транспортен самолет разработен от бившия Съветски съюз. Първоначално се е разработвал като заместник на Антонов Ан-26, но вариантите му са се оказали изключително успешни за транспортиране на товари.

## Конструкция и разработка
Първият полет е направен на 22 декември 1977 г. Разработван успоредно с него, вариантът Антонов Ан-74 има възможност да лети и в екстремални климатични условия и в полярните региони. Има още два варианта – Ан-72С и Ан-72П, който е патрулен самолет.
Производството на самолета започва в началото на 80-те години на 20 век. Самолетът използва двигател Прогрес Д36. Конструкцията на Ан-72 наподобява по-ранния Boeing YC-14.
Ан-72 много често е наричан Чебурашка от руснаците, защото формата наподобява популярния анимационен герой. Цената на нов Ан-72 е около $17 – 20 млн.

## Оператори
Към август 2006 г. са в употреба 51 самолета Ан-72 и Ан-74.

### Цивилни оператори
- Армения
- Естония
- Русия
- СССР
- Судан
- Украйна

### Военни оператори
Иран разпола с 12 самолета Ан-74ТК-200.
- Иран
- Украйна

### Подобни разработки
- Антонов Ан-71

### Сравними самолети
- Boeing YC-14